# Puerto Castilla (Honduras)

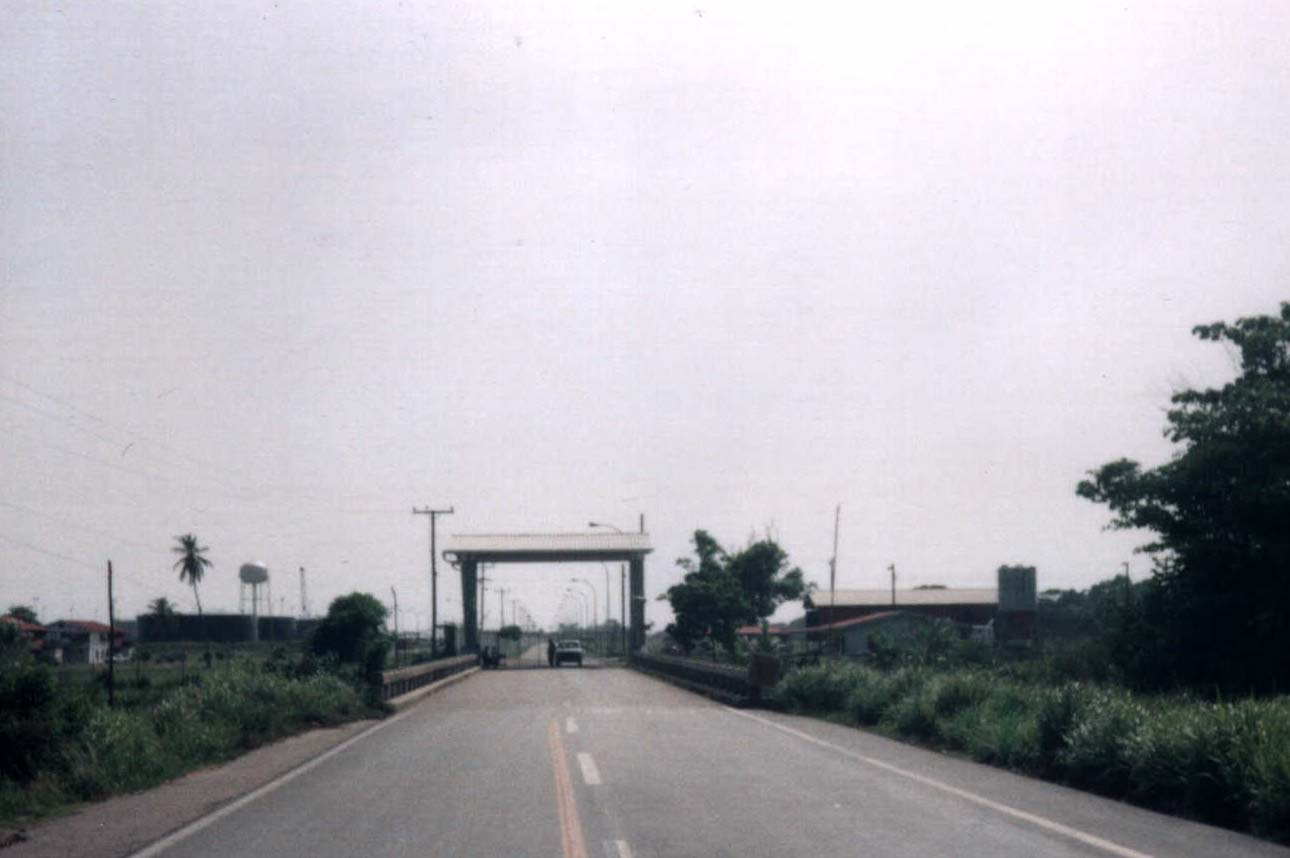
Entrada al puerto del pueblo. Julio de 1994.

Puerto Castilla es un pueblo en el departamento de Colón de Honduras ubicado aproximadamente a 20 kilómetros al norte de Trujillo. Esta ciudad portuaria en el Mar Caribe (Océano Atlántico) fue el sitio de la División de Castilla de la United Fruit Company, que se especializó en el crecimiento, cultivo y envío del banano. Esta división se cerró a fines de la década de 1930 como resultado de la enfermedad de Panamá, una plaga en las raíces del banano.

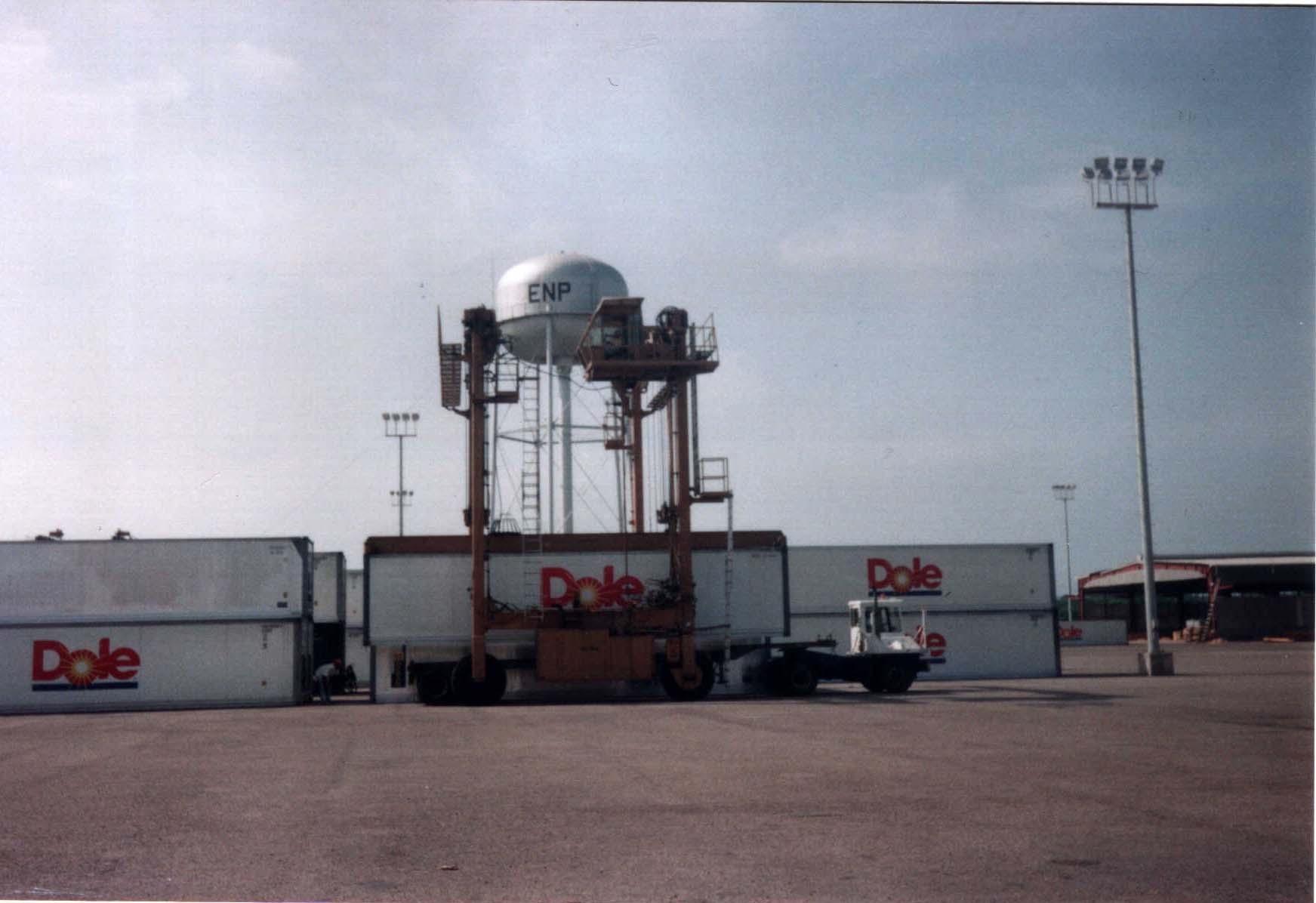
La compañía Dole en actividades en Puerto Castilla. Julio de 1994.

La ciudad portuaria y su población se trasladaron al este de la península en la década de 1940, cuando se estableció allí una pequeña base naval de hidroaviones, PBY Catalina. Durante la Segunda Guerra Mundial, la base de hidroaviones apoyó operaciones militares que incluían vigilancia y seguridad en conjunto con la Bahía de Guantánamo, Cuba. Se creía que las fuerzas navales alemanas planearon un ataque al Canal de Panamá, lo que provocó que las bases como Puerto Castilla y muchas otras a lo largo de la costa hacia Panamá estuvieran en alerta máxima. Puerto Castilla es ahora un pueblo pesquero nativo de unos seiscientos habitantes. Al oeste de la aldea se encuentra el sitio de una base naval hondureña, así como el sitio de un puerto de contenedores para productos de fruta fresca de Dole. Vastas plantaciones de palma aceitera africana ahora salpican el área. Puerto Castilla se encuentra en el lado sur de una península que alberga la bahía de Trujillo.
La pesca es la actividad que da sustento a las familias del pueblo. Aunque la mayoría de la población vive sumida en pobreza extrema.
Una cerca con entrada vigilada ahora restringe el tráfico casual hacia el área del puerto, controlada por la autoridad portuaria de Honduras, la Empresa Nacional Portuaria (EMP).

## Personas notables
- Leigh Richardson (1924-2008), beliceño nacido en Puerto Castilla, líder del Partido Unido del Pueblo, elegido alcalde de la Ciudad de Belice y figura importante en la independencia de Belice. Miembro de la Cámara de Representantes de Belice.